# Isidor Straus
Isidor Straus, bavarsko-ameriški poslovnež in politik * 6. februar 1845 Otterberg, Palatinat, Nemčija, † 15. april 1912, Atlantski ocean.   
Straus je bil uspešen poslovnež, ki je bil tudi ameriški politik.
Straus se je rodil v nemškem mestu Otterberg, njegova družina pa se je leta 1854 preselila v ZDA in se naselila v mestu Talbott v državi Georgia. Po državljanski vojni se je družina preselila v New Yorkkjer je Straus skupaj z bratom Nathanom v veleblagovnici Macy prodajal glino in steklovino, ki jo je izdelalo družinsko podjetje. Leta 1896 sta brata v celoti prevzela lastništvo veleblagovnice.
Straus se je leta 1871 poročil s štiri leta mlajšo Rosalie Ida Blun in imela sta sedem otrok, od katerih je eden umrl kot otrok.
V letih 1894–1895 je bil Straus predstavnik New Yorka v Kongresu ZDA, ko je bil izvoljen na mesto Ashbel P. Fitch, ki je sredi mandata odstopila. Straus je bil demokrat. Za podaljšanje kongresa ni zaprosil.
Straus je z ženo Ido potoval domov v ZDA na krovu ladje RMS Titanic. Ko je Titanic trčil v ledeno goro in začel toniti, so med evakuacijo Strausu in Idi ponudili sedež v reševalnem čolnu. Straus je zavrnil in sedež ponudil Idi ter jo prosil naj se vkrca. Ida je sedež v čolnu tudi zavrnila in ostala na krovu, saj se ni hotela ločiti od moža. Straus in Ida sta tako skupaj ostala na potapljajoči se ladji ter skupaj umrla v potopu. Pozneje po potopu so našli le Strausovo truplo in ga pokopali v mavzoleju Straus-Kohns na pokopališču Beth-El v Brooklynu, preden so ga leta 1928 preselili v mavzolej Straus na pokopališču Woodlawn v Bronxu. 